# جف مدسن
جف مدسن (زاده ۷ ژوئن 1985 در سانتا مونیکا ، کالیفرنیا ) چهار بار برنده دستبند مسابقات جهانی پوکر و مسابقات جهانی پوکر سال ۲۰۰۶ است . 
مدسن در لس آنجلس بزرگ شد و تا زمان رفتن به دانشگاه در کالیفرنیا ، سانتا باربارا برای تحصیل در رشته‌تئوری فیلم در همان خانه موقتش زندگی کرد. او اکنون در لاس وگاس زندگی می کند. 

## دستبند WSOP
| سال  | مسابقات                                           | جایزه (دلار آمریکا) |
| ---- | ------------------------------------------------- | ------------------- |
| 2006 | 2،000 دلار بدون محدودیت هولدم                     | 660،948 دلار        |
| 2006 | جدول 5000 $ No Limit Hold'em کوتاه دستی / جدول    | 643،381 دلار        |
| 2013 | 3000 دلار قابلمه محدود کردن اوماها                | 384،420 دلار        |
| 2015 | 3000 دلار قابلمه محدود کردن Omaha Hi-Lo 8 یا بهتر | 301،413 دلار        |

## یادداشت
1. ↑  Gary Wise. "Neighbors make it to Day 5". ESPN.com.